# Beierolpium vanharteni
Beierolpium vanharteni är en spindeldjursart som beskrevs av Volker Mahnert 2007. Beierolpium vanharteni ingår i släktet Beierolpium och familjen Olpiidae. Inga underarter finns listade.